# 2MASS J07551528+2934453
2MASS J07551528+2934453 ist ein Brauner Zwerg im Sternbild Zwillinge. Er wurde 2004 von Gillian R. Knapp et al. entdeckt. Er gehört der Spektralklasse L3,5 an.